# West Hartford, England
West Hartford var en civil parish 1866–1935 när det uppgick i Seaton Valley, i grevskapet Northumberland i England. Civil parish var belägen 8 km från Morpeth och hade 46 invånare år 1931.